# Ernest Bloch
Ernest Bloch (Genebra, 24 de julho de 1880 – Portland, 15 de julho de 1959) foi um compositor erudito suíço de origem judaica e radicado nos Estados Unidos.

## Biografia
Nascido em Genebra, estudou música em um conservatório de Bruxelas, onde um de seus professores era Eugène Ysaÿe. Mais tarde Bloch estudou no Conservatório Hoch em Frankfurt. Ele viajou por toda a Europa antes de passar a viver nos Estados Unidos em 1916 e de se tornar cidadão americano em 1924. Ele deu diversas aulas e alguns de seus alunos foram George Antheil, Frederick Jacobi e Roger Sessions. Em dezembro de 1920 Bloch foi indicado como o primeiro Diretor Musical do recém inaugurado Instituto de Música de Cleveland - posto que ocupou até 1925. Depois disto, Bloch passou boa parte dos anos 30 na Suíça e, mais tarde, retornou aos EUA. Ele morreu em Portland, Oregon, de câncer, aos 78 anos.
Sua filha Lucienne Bloch trabalhou como fotógrafa para Diego Rivera durante o projeto no Rockefeller Center e tirou as únicas fotos do mural antes dele ser destruído.